# Deutscher Schriftstellerverband

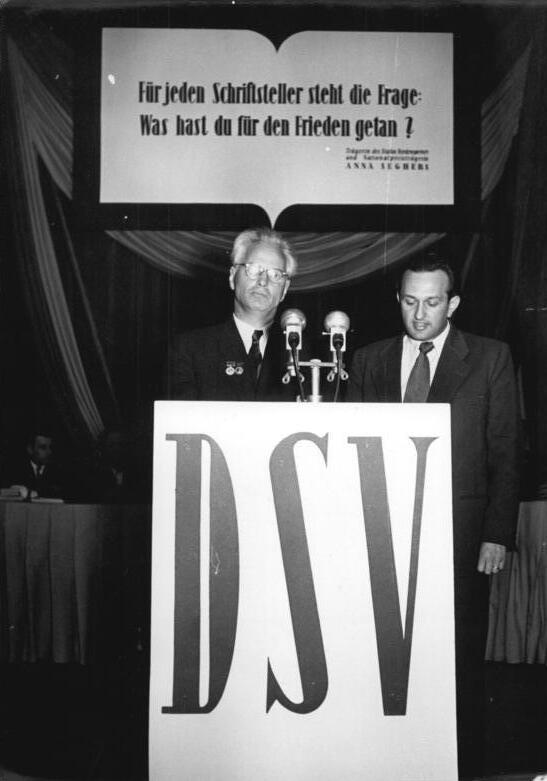
Congreso de la Deutscher Schriftstellerverband. 1952

La Deutscher Schriftstellerverband (DSV), fue una asociación profesional de escritores de la República Democrática Alemana, fundada en 1950. En 1974 fue renombrada como Schriftstellerverband der DDR (traducible al español como "Asociación de Escritores de la RDA"). Era continuadora de la antigua Schutzverbandes Deutscher Schriftsteller (SDS), que había sido intervenida por las autoridades nazis en 1933. La DSV desapareció tras la reunificación alemana en 1990.
En la actualidad sus archivos se encuentran en la Academia de las Artes de Berlín.

## Presidentes
- Bodo Uhse (1950–1952)
- Anna Seghers (1952–1978)
- Hermann Kant (1978–1990)
- Rainer Kirsch (1990)